# The Pride of the Clan
The Pride of the Clan is een stomme film uit 1917 onder regie van Maurice Tourneur. De titel werd uitgekozen door het succes van D.W. Griffith's Birth of a Nation (1915).

## Verhaal
Marget MacTavish is de dochter van een Schotse zeeman. Als haar vader op zee komt te overlijden, wordt Margret het hoofd van de familie. Ze krijgt te maken met de ouders van haar vriendje, die vinden dat de familie MacTavish niet goed genoeg is voor hen. Daarnaast draagt haar vriendje Jamie een duister geheim bij zich.

## Rolverdeling
| Acteur                | Personage              |
| --------------------- | ---------------------- |
| Mary Pickford         | Marget MacTavish       |
| Matt Moore            | Jamie Campbell         |
| Warren Cook           | Robert                 |
| Kathryn Browne-Decker | Hertogin van Dunstable |
| Leatrice Joy          |                        |